# 91
Вижте пояснителната страница за други значения на 91.

## Събития
- Маний Ацилий Глабрион и Марк Улпий Траян стават римски консули.
- Плиний Млади е обявен за плебейски трибун.
- Бан Чао е назначен за генерал-протектор на Западните области.[1]
- Рим е описан от Стаций в неговите стихотворения.

## Починали
- Гай Випстан Апрониан, римски политик, сенатор.
- Юлия Флавия, дъщеря на Тит, любовница на брат му Домициан (родена 64 г.)[2]
- Публий Валерий Патруин, римски политик.